# Bobal

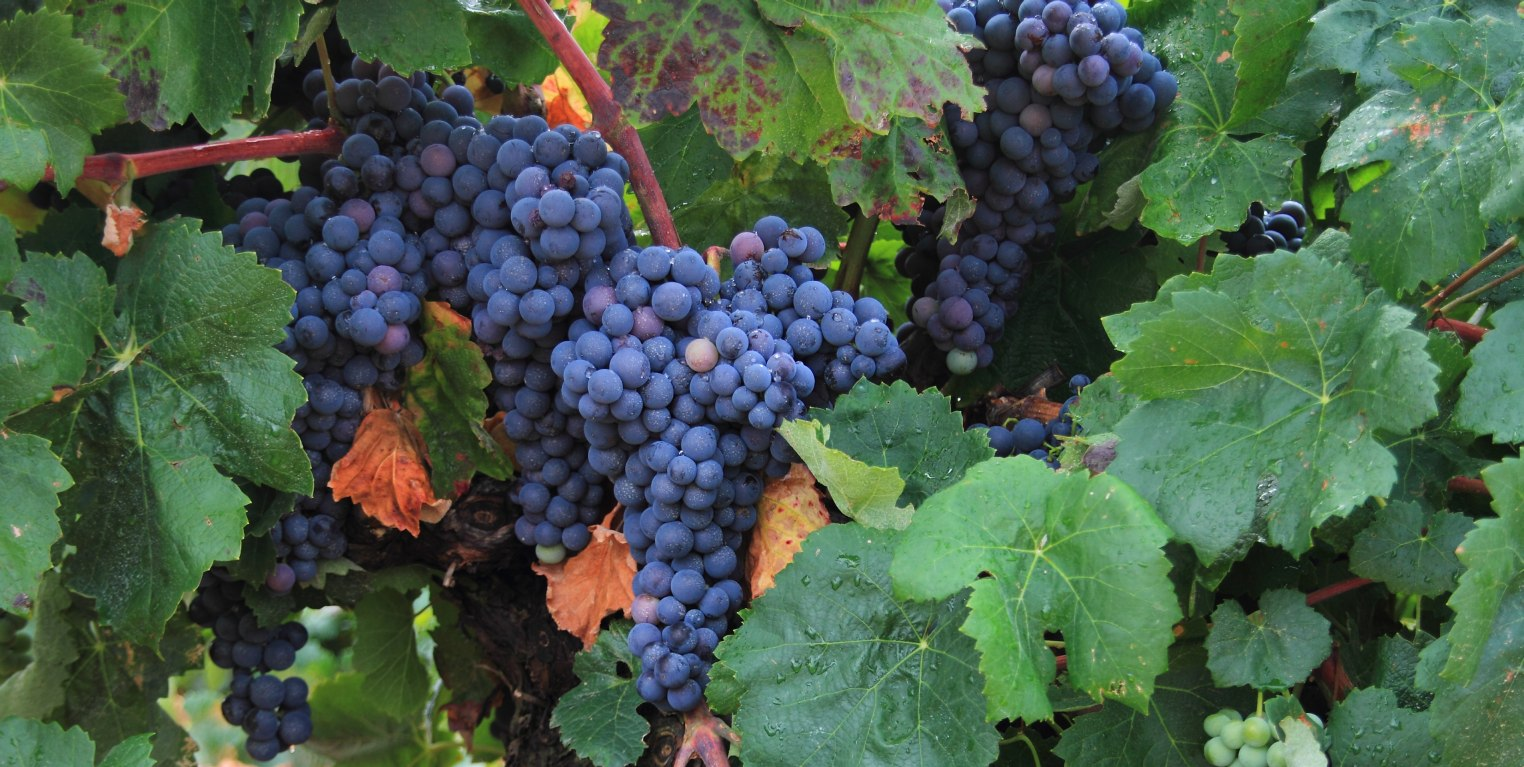
Racimos de la uva bobal.

La bobal es una variedad de uva tinta. Es originaria de la comarca   Utiel-Requena y de la comarca vecina castellano-manchega de Manchuela. Da un vino más ácido y menos alcohólico que la mayor parte de las variedades españolas.

## Regiones vinícolas
Es especialmente abundante en el interior de la Comunidad Valenciana, donde la superficie de esta vid es superior a las 30.000 hectáreas. La primera región donde abunda es Castilla-La Mancha, posiblemente existan más de 50.000 has. Es la segunda variedad tinta de España por su num. de has. tras el Tempranillo. Madrid, Andalucía, Extremadura, Murcia, Cataluña  también hay plantaciones de Bobal, pero ocupando unas superficies residuales .
Según la orden 1819/2007, de 13 de junio, es variedad recomendada como uva de vinificación en la Comunidad Valenciana. Es una uva autóctona y muy empleada en la Denominación de Origen Utiel-Requena.

## Viticultura
Es una cepa grande, de porte semi-erguido, con sarmientos gruesos erectos y densos. Es de grano grueso y rendondo. La vid tiene hojas de color verde claro que en verano, en torno a agosto, se pigmentan tornándose amarillentas y rojizas y que caen pronto al llegar el otoño. Los racimos, muy grandes y muy densos, pueden alcanzar los tres o cuatro kilos. Tiene un hollejo muy duro y un zumo algo ácido.
Tiene una fertilidad alta y da una producción media-alta. Es muy resistente a la sequía. Se adapta mejor a suelos sueltos y aireados. Se adapta bien a podas cortas. Es sensible al oídio y a la botrytis.
Sus épocas de maduración y de desborre son medias o tardías.
Gran potencial para viticultura ecológica.

## Vinos
Produce unos vinos con un color cereza oscuro con tonos violáceos. Ofrece un aroma ligero con tonos herbáceos y con una acidez media. Es un vino áspero con gran contenido de taninos.
Antes se empleaba como vino de pasto para mezclar con la airén. En la actualidad se están obteniendo buenos resultados en la elaboración de vinos rosados frescos y afrutados.
Adecuado para envejecimiento en barrica y base de excelentes vinos tintos jóvenes. 

## Sinónimos
También es conocida como Utiel, balau, blauro benicarlo, boal, bobal noir, bobos, carignan d'Espagne, carignan d'Espagne a fronton, carignan espagnol, coreana espagnol, folle blanche du Minervois, moravio pobreton, provechon, rageno, rajeno, terret d'Espagne, tinta Madrid, tinto de Zurra, tonto de Zurra, valenciana, valenciana tinta, valenciana tinto, vinate, vinate tinto y vinater.